# أدموب
أدموب (بالإنجليزية: Admob)‏ هي شركة إعلانات أسسها عمر حَموي. اسم أدموب هو لفظ منحوت أو بالأحرى اختصار لجملة ADvertising on MOBile (بالعربية: الإعلانات على الهاتف المحمول).
تأسس شركة أدموب للإعلانات في 10 نيسان/أبريل من العام 2006 حيث كان حموي حينها يدرس إدارة الأعمال في وارتون، وقد كان _ولا زال_ المقر الرسمي للشركة في ماونتن فيو بكاليفورنيا. في نوفمبر من العام 2009؛ قامت شركة جوجل باقتناء أدموب مُقابل 750 مليون دولار؛ واكتلمت صفقة الاستحواذ في 27 مايو 2010. وكانت شركة أبل قد أعربت عن رغبتها في شراء أدموب في نفس السنة، ولكن أبل تفاجئت عندما سبقتها جوجل وقامت بذلك. قبل أن تقوم جوجل بشراء كل أسهم أدموب، كانت هذه الأخيرة على علاقة مع شركة AdWhirl التابعة لـ Adrollo المتخصصة في وضع الإعلانات في تطبيقات آي فون.
قدمت شركة أدموب العديد من الحلول لطريقة وضع الإعلانات في مجموعة من المنصات بما في ذلك أندرويد، آي أو إس، ويب أو إس، أدوبي فلاش لايت، ويندوز فون وجميع متصفحات الويب الأخرى.
اليوم تُعتبر أدموب واحدة من أكبر شركات الإعلانات على الهواتف المحولة واللوحات الذكية في العالم، حيث أن إعلانات الشركة تظهر 7.1 مليار مرة شهريا في كل الهواتف وجميع مواقع الويب التي يتم تصفحها من الجوال بالإضافة إلى التطبيقات.
في 16 مايو 2013، أعلنت شركة جوجل عن إعادة بناء منصة أدموب بالكامل في مؤتمر جوجل آي/أو السنوي وذلك من خلال استخدام تقنيات وتكنولوجيا منصات أخرى مثل جوجل أدسنس بهدف مساعدة مطوري التطبيقات لبناء أعمالهم التجارية بشكل أسهل مع تحرر أكبر.

## الاعتراف
في عام 2009، كانت شركة أدموب ضمن قائمة الشركات العشر الأوائل في مجال الإعلانات على الهاتف.
في عام 2010، حصلت شركة أدموب على جائزة الهاتف.
في مايو/أيار 2010، بنت شركة أدموب اسما لها، حيث أصبحت واحدة من «أهم شركات وادي السيليكون».

## مافيا أدموب
المبلغ الكبير المدفوع في شراء شركة أدموب، ثم ارتفاع أسهم الشركة نسبيا بعد عملية الشراء (تحديدا بعد 4 سنوات) أدى إلى إقبال كبير من المعلنين ومن مطوري تطبيقات الهواتف، وقد جلب هذا مجموعة من المستثمرين من شركات تكنولوجيا ناشئة ومن شركات أخرى معروفة في لندن باسم مافيا أدموب، كما هو الحال بالنسبة لـمافيا بايبال. وما زاد من يقين وجود مافيا وراء أدموب ورود أسماء كل من تشونغ مان تانغ، راسل باكلي، جولز مالتز تشارلز الذين أصبحوا فيما بعد من أكبر المسثتمرين في الشركة بل باتوا يُقدمون المشورة للشركات الناشئة في نفس المجال، وكان راسل باكلي قد قدم المشورة إلى الحكومة البريطانية بخصوص الاستثمار في تكنولوجيا النظم الإيكولوجية بالمملكة المتحدة.

## وصلات خارجية
- الموقع الرسمي